# ألان كارلسون (دراج)
ألان كارلسون هو دراج سويدي، ولد في 17 أبريل 1929 في نورشوبينغ في السويد، وتوفي في 25 أغسطس 1953.

## وصلات خارجية
- ألان كارلسون على موقع أرشيف الدراجات (الإنجليزية)
- ألان كارلسون على موقع إحصائيات الدراجات الإحترافية (الإنجليزية)
- ألان كارلسون على موقع أوليمبيديا (الإنجليزية)
- ألان كارلسون على موقع اللجنة الأولمبية السويدية (السويدية)